# Çakmaktepe, Nizip
Çakmaktepe là một xã thuộc huyện Nizip, tỉnh Gaziantep, Thổ Nhĩ Kỳ. Dân số thời điểm năm 2011 là 239 người.